# Gisèle Pelicot
Gisèle Pelicot (Villingen, Alemanha Ocidental; 7 de dezembro de 1952) é uma mulher francesa nascida na Alemanha, que foi vítima do caso de estupro em massa de Mazan. De 2011 a 2020, seu então marido, Dominique Pelicot, a drogou e violou secretamente e também convidou pelo menos 83 homens que ele havia contatado, principalmente por meio de um site francês não moderado, para a abusar enquanto ela estava inconsciente. Pelicot só tomou conhecimento do abuso em 2020, quando Dominique Pelicot foi preso por levantar a saia de mulheres em um supermercado local e uma busca policial em seu equipamento de computador revelou imagens dela sendo estuprada.
Quando Dominique Pelicot foi a julgamento por estupro agravado, tentativa de estupro e agressão sexual em Avignon em 2024, junto com outros 50 homens, Pelicot renunciou ao seu direito ao anonimato e a um julgamento a portas fechadas. O julgamento atraiu a atenção da mídia mundial, e a dignidade e a determinação de Pelicot em falar em nome de todas as vítimas de agressão sexual lhe renderam amplo apoio e admiração. Ela se tornou um ícone feminista e apareceu na lista de 2024 das 100 mulheres do ano da BBC e na lista do Financial Times das 25 mulheres mais influentes do ano. Em dezembro de 2024, 50 dos 51 homens em julgamento, incluindo Dominique Pelicot, foram condenados por estupro, tentativa de estupro e agressão sexual a Pelicot, com seu ex-marido recebendo a pena máxima de 20 anos. O 51º homem foi condenado por estuprar sua própria esposa.

## Contexto
Nascida em 7 de dezembro de 1952 em Villingen, no sudoeste da Alemanha, Pelicot era filha de um soldado francês. Ela chegou à França quando tinha cinco anos e sua mãe morreu de câncer quando ela tinha nove. Em 1971, ela conheceu seu futuro marido, Dominique Pelicot. Eles se casaram em abril de 1973 e se estabeleceram no subúrbio parisiense de Villiers-sur-Marne. Um filho, David, e uma filha, Caroline, nasceram nos primeiros anos do casamento; eles foram seguidos por Florian, nascido em 1986.
Pelicot teve uma carreira na administração da empresa estatal de eletricidade. Seu marido trabalhou como eletricista e corretor imobiliário e abriu uma série de negócios que acabaram falindo. Pelicot teve um caso de três anos com um colega. Quando seu marido descobriu o caso, ele foi morar com outra mulher por vários meses antes que o casal se reconciliasse e retomasse sua vida juntos. Em 2001, o casal se divorciou por razões financeiras. Eles continuaram a coabitar e se casaram novamente em 2007.
Aposentando-se em 2013, Pelicot e seu marido se mudaram para Mazan, no sudeste da França, alugando uma casa com piscina. Pelicot se juntou a um coral, enquanto seu marido andava muito de bicicleta. Nas férias de verão, eles eram acompanhados por seus filhos e netos.

## Abuso e julgamento
Enquanto o casal ainda vivia na área de Paris, Pelicot recebeu a prescrição de Temesta (lorazepam), um benzodiazepínico. Seu marido aproveitou seu estado drogado para estuprá-la enquanto ela dormia. Ele começou a adicionar pílulas para dormir obtidas de seu próprio médico à comida e bebida dela para deixá-la inconsciente. Foi depois que o casal se mudou para Mazan que ele convidou homens que havia contatado na internet para estuprá-la enquanto ela estava drogada. Pelicot não tinha a mínima ideia do que estava acontecendo com ela. Quando ela sofreu lapsos de memória devido aos medicamentos, ela se preocupou que pudesse ter Alzheimer ou um tumor cerebral, mas os testes sempre davam negativo. Ela tinha suspeitas e em uma ocasião perguntou ao marido se ele a estava drogando, mas aceitou sua negação. Foi somente depois que seu marido foi preso por levantar a saia de mulheres em um supermercado local em setembro de 2020 e a polícia descobriu imagens de uma Pelicot inconsciente sendo estuprada por seu marido e pelo menos 83 outros homens no equipamento de computador que apreenderam da casa do casal, que a verdade veio à tona. Pelicot relembrou o dia, 2 de novembro de 2020, quando foram chamados à delegacia e ela viu vídeos de seu abuso: "Tudo desabou, tudo que construí por 50 anos". Dominique Pelicot foi detido. Pelicot saiu da casa da família e iniciou o processo de divórcio; ela não viu seu ex-marido novamente até seu julgamento em setembro de 2024. O divórcio foi finalizado pouco antes do julgamento.
O julgamento do marido de Pelicot e de outros 50 homens que foram identificados nas imagens de computador começou em Avignon em setembro de 2024. Como vítima de estupro, Pelicot tinha direito ao anonimato e a um julgamento a portas fechadas, mas renunciou ao seu direito ao anonimato e insistiu em um julgamento público para aumentar a conscientização sobre a agressão sexual facilitada por drogas (submissão química) e encorajar outras vítimas de crimes sexuais a se manifestarem. Ela contestou com sucesso a decisão inicial do juiz de excluir o público do tribunal quando vídeos dela sendo estuprada foram exibidos. "A vergonha é deles", disse ela, referindo-se aos homens acusados de estuprá-la. "Tenho sorte de ter as evidências. Tenho a prova, o que é muito raro. Então, tenho que passar por [tudo isso] para defender todas as vítimas", disse ela sobre os vídeos. A decisão de Pelicot de renunciar ao seu anonimato e ter seu julgamento realizado em público, bem como seu comportamento digno durante o julgamento, levaram à admiração generalizada e ao apoio público a ela, tanto na França quanto no mundo todo. Ela saía do tribunal todos os dias sob aplausos das pessoas reunidas do lado de fora, sua imagem aparecia em arte de rua, slogans de apoio eram colados em paredes ao redor do tribunal. Manifestações foram realizadas em seu apoio, e ela se tornou um ícone feminista.
Em 19 de dezembro de 2024, o ex-marido de Pelicot foi condenado por seu estupro agravado e recebeu a pena máxima de 20 anos. Quarenta e nove co-réus foram considerados culpados de seu estupro agravado, tentativa de estupro ou agressão sexual e sentenciados a entre três e quinze anos de prisão. Um quinquagésimo foi considerado culpado de drogar e estuprar sua própria esposa.
Falando em 19 de dezembro após o julgamento, Pelicot declarou: "Eu queria quando comecei em 2 de setembro garantir que a sociedade pudesse realmente ver o que estava acontecendo e nunca me arrependi dessa decisão. Agora tenho fé em nossa capacidade coletiva de tomar posse de um futuro no qual todos, mulheres, homens, possam viver juntos em harmonia, respeito e compreensão mútua."
Pelicot foi incluída na lista de 100 mulheres da BBC de 2024 e foi citada como uma das 25 mulheres mais influentes de 2024 pelo Financial Times. Ela foi elogiada pelo presidente francês, Emmanuel Macron, e pela classe política francesa após o fim do julgamento.
Em fevereiro de 2025, Pelicot foi eleita uma das Mulheres do Ano de 2025 pela revista estadunidense Time.